# Ponderodictya
Ponderodictya is een geslacht van uitgestorven kreeftachtigen uit de klasse van de Ostracoda (mosselkreeftjes).

## Soorten
- Ponderodictya aggeriana Groos, 1969 †
- Ponderodictya belliloci Casier, 1986 †
- Ponderodictya bispinulata (Stewart, 1927) Coryell & Malkin, 1936 †
- Ponderodictya inventeplicata Becker, 1989 †
- Ponderodictya mirabilis Abushik, 1968 †
- Ponderodictya oftentatia Loranger, 1963 †
- Ponderodictya ohioensis (Stewart, 1936) Stewart & Hendrix, 1945 †
- Ponderodictya pentacornis Coryell & Malkin, 1936 †
- Ponderodictya querula Zbikowska, 1983 †
- Ponderodictya rhodesi Kesling & Chilman, 1978 †
- Ponderodictya unicornis (Van Pelt, 1933) Coryell & Malkin, 1936 †